# Я тебя люблю
„Я тебя люблю“ (на български: Обичам те) е авторска песен на Николай Носков.
„Я тебя люблю“ е песен по текст на Константин Арсениев и музика на Николай Носков.. Посветена е на съпругата му Марина, която е в съзнанието и в сърцето му. Видеоклипа на песента е записан и се играе в психиатрична болница, на улицата и в дома. С тази песен печели музикалната награда на „Златен Граммофон“ „Я тебя люблю“ е една от най-известните песни на Николай Носков.
В първия сезон на „Гласът на Русия“ е изпята от в Едвард Хачатарян и Влада Чупрова. В програмата на телевизия „Точь-в-точь“ певицата Ирина Дубцова изпява песента в съпровод на симфоничен оркестър.